# Cella
Cella es un municipio y localidad española de la provincia de Teruel, en la comunidad autónoma de Aragón. Tiene un área de 124,68 km² y una población de 2690 habitantes (INE 2024). Pertenece a la comarca de la Comunidad de Teruel.

## Geografía
Integrado en la comarca de Comunidad de Teruel, se sitúa a 23 km de la capital provincial. El término municipal está atravesado por la Autovía Mudéjar (A-23), que une Zaragoza con Teruel, y por la carretera N-234, que discurre paralela a la anterior compartiendo trayecto con la N-330, además de por carreteras locales que permiten la comunicación con Monterde de Albarracín, Santa Eulalia del Campo, Celadas y Gea de Albarracín. 
El relieve del municipio está caracterizado por la cabecera del río Jiloca, que nace en Fuente de Cella, siendo el origen de la depresión que acompaña al río en su camino hacia el río Jalón. Por el sur y el oeste se encuentran las elevaciones de la sierra de Albarracín mientras que por el este la rambla de Celadas crea un corredor hacia dicho municipio. La carretera N-234 atraviesa el puerto de Cella (1016 m), a partir del cual empieza el descenso hacia la depresión del Jiloca. La altitud varía entre los 1263 m al oeste y los 992 m a orillas del río Jiloca. El pueblo se eleva hasta 1023 m sobre el nivel del mar. Limita con los términos municipales de Santa Eulalia del Campo, Albarracín, Villarquemado, Celadas, Teruel y Gea de Albarracín.

### Espacios naturales
En la parte norte del término se encuentra la Laguna del Cañizar, el segundo humedal de agua dulce más importante de España. Refugio de diversas especies de aves, hasta 223, se pueden encontrar grullas, escribanos, aguiluchos laguneros, bisbitas, herrerillos, carboneros, fochas, ánades o mosquiteros, entre otros, además de algunas en peligro extinción como la garcilla cangrejera y el avetoro. También cuenta con la presencia de nutrias, jinetas, corzos y jabalís qué aprovechan el abundante carrizo para criar y alimentarse. En la Launa del Cañizar están representadas las ocho especies de anfibios que hay en la provincia de Teruel, y que son la rana común, el sapo corredor, la ranita de San Antonio, el sapo de espuelas, el sapo partero, el sapillo pintojo, el sapo común y el sapillo moteado. En Cella existen hábitats formados por los canales, las lagunillas, los prados húmedos, los carrizales y las choperas.
Se administra desde 2023 con un Plan de Gestión apadrinado por la Confederación Hidrográfica del Ebro y el Gobierno de Aragón, estando 
incluida en el Inventario de Humedales Singulares de dicha comunidad. Casi 400 hectáreas se hallan en territorio de Cella y el resto en el pueblo vecino de Villarquemado. En la actualidad se están adecuando senderos y zonas de observación de flora y fauna en lo que ya se considera uno de los polos 
de atracción turística de la provincia turolense, muy cerca de Dinópolis y Albarracín.
Pegado a la Laguna, en la Vega del Río Cella, se encuentra el Yacimiento Celtíbero del Cerrito, ubicado en una de las orillas de la antigua 
Laguna del Cañizar, y que contaba con embarcadero propio, horno para cerámica, murallas, viviendas y todo lo necesario en un núcleo de población 
importante para aquella época.

### Clima
El clima se puede considerar de tipo mediterráneo continental. En Cella, los veranos son cortos, calurosos y mayormente despejados; los inviernos son largos, muy frío, ventosos y parcialmente nublados y está seco durante todo el año. Durante el transcurso del año, la temperatura generalmente varía de -1 °C a 28 °C y rara vez baja a menos de -5 °C o sube a más de 32 °C. La precipitación media no alcanza los 400 mm anuales.

## Historia
Los primeros vestigios documentados mediante restos arqueológicos de actividad humana en Cella, se remontan al Imperio romano cuando era conocida como Urbiaca, con la apertura de un acueducto desde la actual Albarracín hasta Cella para traer el agua del río Guadalaviar, en lo que seguramente sea uno de los primeros trasvases entre cuencas hidrográficas, al ser de la del Turia a la del Ebro.
Durante la época musulmana, fue probablemente parte de la zona de la tribu bereber Banu Razín, denominándose a la zona Sahla (el llano, en idioma árabe). Es bastante probable que funcionara como un ḥiṣn o cabeza de un distrito rural.
Sobre el año 1100 ya existía la ciudad de "Azehla". En el Cantar de Mío Cid se menciona con el nombre de "Çelfa" y se hace referencia al acueducto romano. Es en Cella donde, según el Cantar, el Cid espera a los refuerzos necesarios para la conquista de Valencia. Cella forma parte del Camino del Cid.
La zona cayó en manos cristianas en los años siguientes a la victoria de Alfonso I el Batallador en la batalla de Cutanda. Desde septiembre de 1127 constan actividades de repoblación en Cella, en las que debió participar Rotrou de Perche que recibió en recompensa la villa de Corella (Navarra). Fue probablemente una de los bastiones sur que controlaban la ruta entre Valencia y Zaragoza en la extremadura aragonesa a principios del siglo XII.

La localidad podría haber sido perdida por los cristianos en la crisis que siguió a la muerte sin herederos de Alfonso I. No es hasta el reinado de Alfonso II de Aragón que consta el dominio claro por parte de los cristianos. En 1177 el obispo Pedro Tarroja concede licencia a los templarios para la construcción de una población y se establecen en el castillo. De ese tiempo es la construcción del pozo artesiano, que deja en desuso el acueducto romano. 

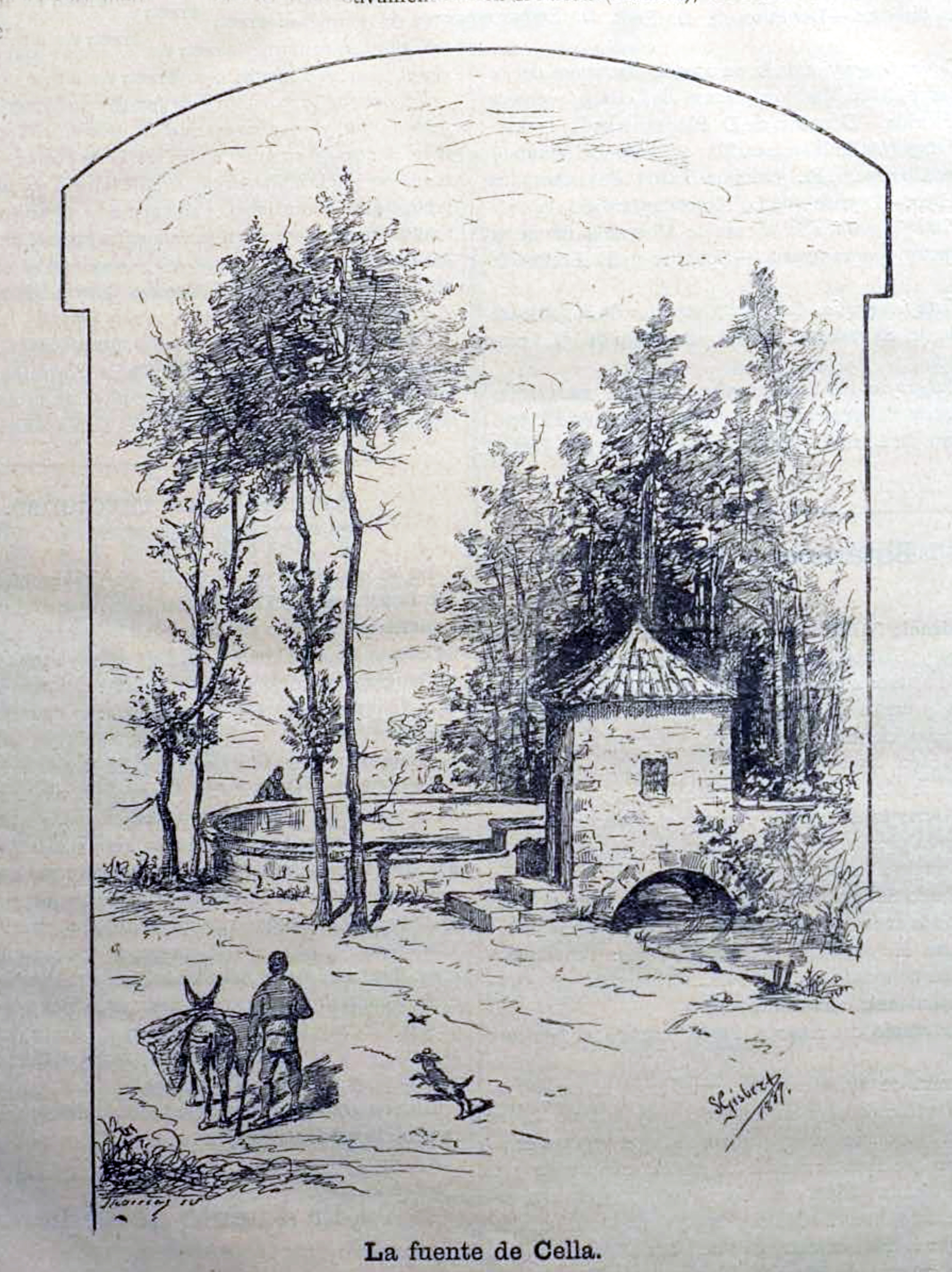
La fuente de Cella en un dibujo de Salvador Gisbert (Miscelánea Turolense, 1893)

El rey Jaime I le otorga el título de villa y en 1242 la dona al concejo de Teruel. Desde 1277 consta la comunidad de aldeas de Teruel, una institución de frontera aragonesa que agrupaba localidades en torno a núcleos fortificados que permitían a la población refugiarse en caso de ataque y a cuyos gastos estaban obligados a contribuir. Cella actuó como un núcleo secundario, que aglutinaba la Sesma del Campo de Cella. En 1284 fue una de las bases usadas por el hijo de Jaime I, Pedro III de Aragón para acometer el sitio de Albarracín y tomar uno de los últimos enclaves independientes en la frontera.
Posteriormente Jaime II, cede a Pedro Jiménez de Iranzo tres torres de la villa con la condición de que las devuelva a su muerte. Tras el fallecimiento de Pedro Jiménez de Iranzo volvieron a manos de Pedro IV de Aragón. En 1333 se muralla la villa en el marco de crecientes conflictos entre las coronas de Aragón y Castilla. En 1356 la localidad sufrió como el resto de la frontera suroeste aragonesa la guerra de los Dos Pedros.
En el siglo XV Cella es el refugio de la Inquisición turolense, de lo que hay recuerdo en la ermita dedicada al inquisidor Pedro de Arbués. En el siglo XVI se edifica la casa consistorial de Cella, en las cercanías del antiguo castillo. Destaca de ese siglo también el astrónomo cellano Francisco Zarzoso.
El pozo artesiano es embellecido entre los años 1729 y 1731 por el capitán de ingenieros Domingo Ferrari, que emprende una reorganización de la infraestructura hidráulica entre Cella y Monreal.

## Demografía
Cella cuenta con una población de 2690 habitantes (INE 2024).
| Gráfica de evolución demográfica de Cella entre 1842 y 2021                                                         |
| |
| Población de derecho según los censos de población del INE Población de hecho según los censos de población del INE |

### Transporte
Cella tiene una estación de tren, la estación de Cella, situada a las afueras del municipio. Además el pueblo cuenta con una parada de bus, que le permite comunicarse con Teruel y con Zaragoza.

## Administración y política
| Período   | Alcalde                          | Partido |  |
| --------- | -------------------------------- | ------- |  |
| 1979-1983 | María Concepción Fuentes Goyanes | UCD     |  |
| 1983-1987 | Francisco Sánchez Gómez          | PSOE    |  |
| 1987-1991 | Victorino Carabantes Juan        | AP      |  |
| 1991-1995 | Victorino Carabantes Juan        | PP      |  |
| 1995-1999 | María del Carmen Pobo Sánchez    | PP      |  |
| 1999-2003 | María del Carmen Pobo Sánchez    | PP      |  |
| 2003-2007 | María del Carmen Pobo Sánchez    | PP      |  |
| 2007-2011 | María del Carmen Pobo Sánchez    | PP      |  |
| 2011-2015 | María Jesús Pérez Esteban        | PP      |  |
| 2015-2019 | Joaquín Clemente Gascón          | PSOE    |  |

| Partido político    | Partido político                                   | 2003   | 2007   | 2011   | 2015   | 2019   | 2023   |
| Partido político    | Partido político                                   | Ediles | Ediles | Ediles | Ediles | Ediles | Ediles |
|                     | Partido de los Socialistas de Aragón (PSOE-Aragón) | 4      | 5      | 5      | 5      | 6      | 4      |
|                     | Partido Popular de Aragón (PP)                     | 6      | 6      | 6      | 4      | 4      | 4      |
|                     | Partido Aragonés (PAR)                             | 1      | 0      | 0      | 1      | 0      | 0      |
|                     | Izquierda Unida (IU)-Ganar Cella                   | 0      | 0      | 0      | 1      | 0      | 0      |
|                     | Compromiso con Aragón (CCA)                        | —      | —      | 0      | —      | —      | —      |
|                     | Chunta Aragonesista (CHA)                          | 0      | 0      | —      | —      | —      | —      |
|                     | Ciudadanos (CS)                                    | —      | —      | —      | —      | 1      | —      |
|                     | Teruel Existe (TE)                                 | —      | —      | —      | —      | —      | 3      |
|                     | Vox                                                | —      | —      | —      | —      | —      | 0      |
| Total de concejales | Total de concejales                                | 11     | 11     | 11     | 11     | 11     | 11     |

## Cultura
Hay un amplio programa de actos e infraestructuras: centro de día para las personas de edad avanzada; Casa de Cultura con salón de actos y cine, ludoteca y biblioteca, centro de juventud; plaza de toros; auditorio y dos preciosas ermitas usadas como salas de exposiciones y conciertos. Albergue juvenil y varias zonas verdes y merenderos, destacando el Raudal. Cuenta con banda municipal de música y un amplio abanico de Asociaciones Culturales que colaboran en la difusión de sus actividades.

### Patrimonio
El monumento principal de Cella es el pozo artesiano, la llamada "Fuente de Cella". El edificio del Ayuntamiento y las ruinas de su antiguo castillo también están catalogados como Bien de Interés Cultural. Además hay que destacar su iglesia. 
- El acueducto romano de Albarracín-Cella. Esta construcción de ingeniería romana trae el agua del río Guadalaviar hasta Cella. Tiene una longitud de 18 km, con anchura de medio metro. Entre Albarracín y Gea de Albarracín discurre por una galería de 2 m de altura y cuando se acerca a Cella se soterra a 30 m de profundidad.[13]
- Ermita de San Pedro Arbués.[14] Es un pequeño templo construido a la orilla del río que consta de dos estancias separadas por tres arcos de medio punto. Una inscripción fecha la obra en 1721.
- Ermita de San Sebastián[15] Este pequeño templo se sitúa en el centro de la villa, está fechado en 1693 aunque en 1520 tenían licencia para tener una ermita en honor de san Sebastián.
- Iglesia parroquia de Nuestra Señora de la Inmaculada[16] Posee un retablo de la Virgen del Rosario pintado en 1601 por Silvestre Estanmolín
- Laguna del Cañizar
- La plaza de toros de Cella cuenta con un aforo de 2500 personas y fue construida por los vecinos. Se inauguró el 13 de octubre de 1947, con novillos de Araúz de Robles para los hermanos José y Benito Carceller (posteriormente asesores taurinos de la Presidencia en plazas de Aragón y La Rioja), acompañados de Domingo Ruiz “Dominguín” y Joaquín Valentín.

#### La fuente de Cella
La fuente de Cella es un gran pozo artesiano construido en el siglo XII y ornamentado entre los años 1729 y 1731 por el capitán de ingenieros Domingo Ferrari por orden de la Audiencia de Aragón. Es uno de los más grandes, amplios y profundos de Europa. El origen geológico se establece en la acumulación acuífera que se produce entre la capa jurásica permeable y la triásica impermeable.

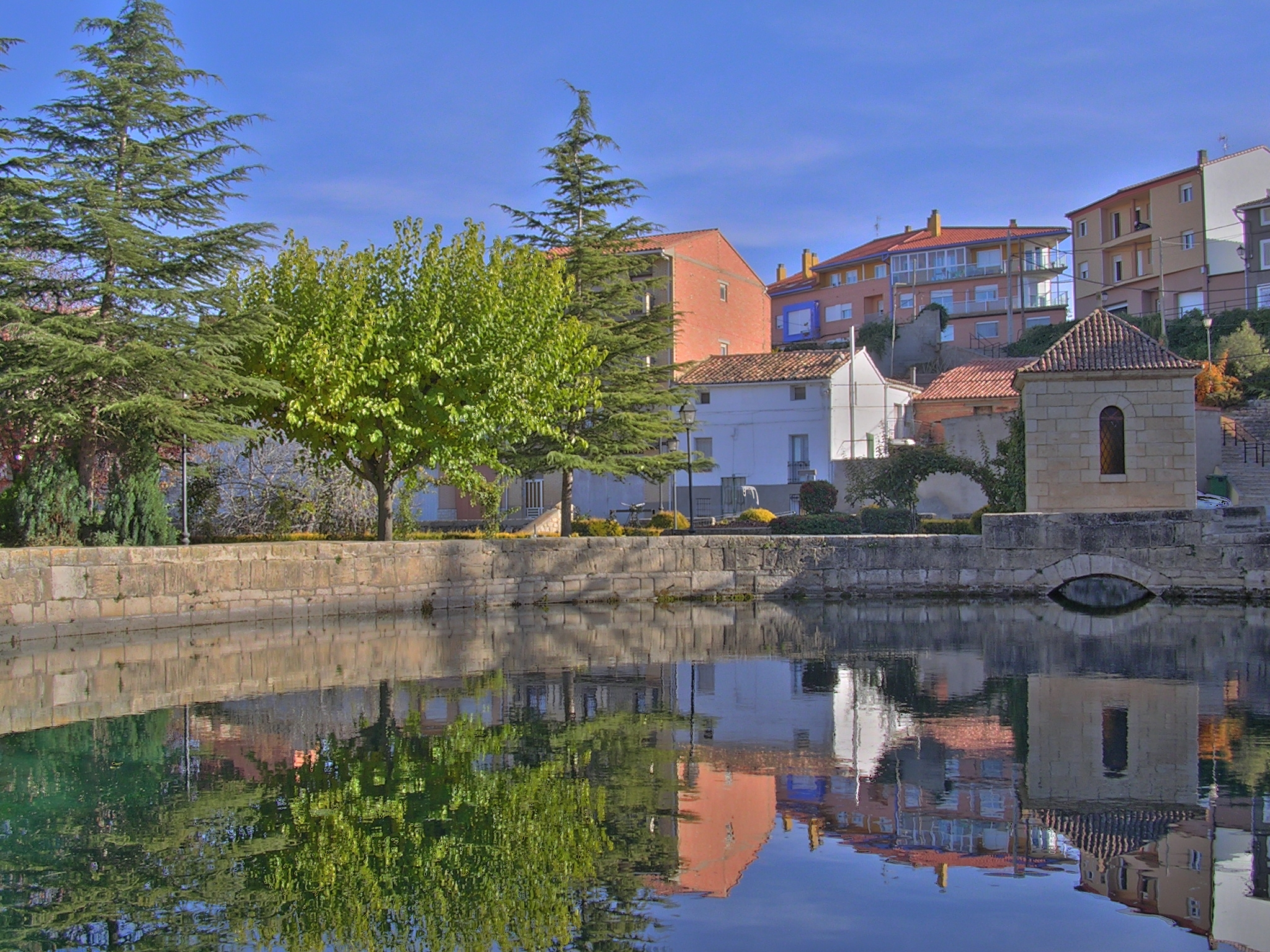
El pozo artesiano

La Fuente de Cella tiene forma elíptica con un diámetro mayor de 34,83 metros y un diámetro menor de 24,84 metros. El perímetro es de 130 metros y está rodeado por un pretil de piedra de sillería, en un extremo se da salida al agua por medio de un paso cubierto por una ermita, dedicada a San Clemente. La profundidad es de 9 metros en la orilla y 11,5 metros en el centro y el caudal medio que mana este pozo es de unos 3500 litros por segundo.
La fuente es el origen de tres acequias que riegan siete pueblos. Las acequias son la acequia Madre, la acequia del Caudo y la acequia de la Granja. Los pueblos que aprovechan estas aguas para el regadío son Cella, Villarquemado, Santa Eulalia, Torremocha, Torrelacárcel, Alba y Villafranca. El regadío está escrupulosamente regulado por las Reales Ordenanzas y Providencias de 1772.
El 14 de marzo de 1685 se otorga propiedad de la fuente y sus aguas al justicia mayor de Aragón José Esmir.

### Fiestas

#### Fiestas de San Clemente
Las fiestas de Cella se celebrarán en 2019 del 22 al 25 de agosto.

#### El Calvario
Se celebra el 23 de abril, día de San Jorge y patrón de la comunidad autónoma. Todos los vecinos de la localidad se desplazan al monte del Calvario (a unos 6 km del pueblo) para celebrar un día festivo en compañía de amigos y familiares. A la entrada del monte el ayuntamiento se encarga de repartir a todos los asistentes pan y sardinas, vino o zumos. Se calcula que ese día suben al monte más de 4000 personas tanto de Cella como de otras localidades vecinas. El origen de la fiesta era religioso y está documentado (archivo de la iglesia que recoge una visita pastoral) que existía en 1723. Actualmente todavía se celebra una misa en el monte, aunque el carácter de la fiesta ha evolucionado pasando a ser predominantemente lúdico-festivo.

#### Feria de la patata
Es una feria en la que se ensalza el producto más característico de la localidad, la patata, porque tiene una muy buena agua de regadío. En 2015 se ha celebrado los días 12 y 13 de septiembre. Se han elaborado 660 tortillas de patata de siete huevos cada una con las que se han preparado más de 2600 bocadillos para la cena del sábado. El domingo se prepara una comida para todo el pueblo a base de patatas con carne de toro de lidia, caracoles, champiñones y verduras. Gracias a esta feria el municipio de Cella puede presumir de varios récords.

#### Patrones
Los patrones de la localidad son San Sebastián, que se celebra el 20 de enero, y Santa Rosina, popularmente conocida como "la Meona" por la frecuencia de las lluvias, que se celebra el 15 de mayo, hecho que hace retrasar la celebración de San Isidro Labrador, patrón de los agricultores al día 16 de mayo.

### Deporte
Cella cuenta con un equipo de fútbol, que juega en regional preferente y un estadio con césped artificial con gradas y de 1000 espectadores. Cuenta con dos pistas de pádel. Además de pista de atletismo que rodea el campo de fútbol. Además hay piscina climatizada con sala de spinning, gimnasio y saunas; pabellón polideportivo con frontón cubierto; frontón descubierto y piscinas de verano; pista de patinaje y tres pistas multiusos de balonmano y baloncesto.

## Servicios
Hay centro de salud con atención de urgencias todo el día, helipuerto y farmacia. Casa Cuartel de la Guardia Civil, Oficina de Correos de zona; sucursales bancarias, restaurantes, supermercados, área de autocaravana gratuita, comercios y talleres.

### Centros educativos
La población dispone de escuela de educación infantil Sargantesa; colegio de educación infantil y primaria Astrónomo Zarzoso; instituto de enseñanza secundaria Sierra Palomera, escuela de adultos y centro de formación para escuelas taller homologado por el Inaem.